# Слепов, Алексей Александрович
Алексе́й Алекса́ндрович Сле́пов (род. 19 декабря 1986, Владимир-30, Владимирская область, СССР) — российский лыжник и биатлонист, мастер спорта России по лыжным гонкам, заслуженный мастер спорта России по биатлону. Победитель и призёр этапов Кубка IBU, чемпион России по лыжным гонкам (2010) и биатлону (2012). Обладатель Кубка IBU в общем зачёте в сезоне 2013/2014. Трёхкратный чемпион Европы (2015).
Двукратный чемпион России 2017 года в спринте и индивидуальной гонке.

## Биография
Алексей Слепов родился 19 декабря 1986 года в рабочем посёлке Владимир-30 (ныне город Радужный) Владимирской области.
Учился в школе № 1 города Радужного (с 1994 по 2000 г.), а в августе 2000 года переехал во Владимир и продолжил обучение в школе № 38 (2000—2004 годы). С 2004 года по март 2009 года учился в ВГГУ на факультете физической культуры. С мая 2009 перевёлся из ВГГУ в УГПС МЧС России, Национальный государственный университет физической культуры, спорта и здоровья имени П. Ф. Лесгафта в Санкт-Петербурге.
В 1994 году начал заниматься лыжными гонками у Заварина Владимира Павловича.
- Первый тренер (с 1994 года по 2000 год): Заварин Владимир Павлович (г. Радужный)
- Тренер (с 2000 года): Канточкин Олег Александрович
- С 2007 года в команде Рочев/ Чепалова Тим, тренер Чепалов Анатолий Михайлович

В сезоне 2011/2012 перешёл в биатлон.

## Спортивная карьера в лыжных гонках
Алексей Слепов дебютировал в декабре 2007 года на международных стартах. В январе 2010 года он дебютировал на этапах Кубка мира по лыжным гонкам в Отепя. В 15-километровой гонке классическим стилем он занял 22-е место и получил первые очки в общий зачёт Кубка мира. На этапе Кубка мира в Рыбинске занял 14-е в гонке преследования. На чемпионате России 2010 года в Сыктывкаре выиграл гонку на 15 км свободным стилем.

## Спортивная карьера в биатлоне

### Сезон 2011—2012

#### Кубок IBU
| Результаты выступлений на этапах Кубка IBU по биатлону 2011/2012 гг.                      | Результаты выступлений на этапах Кубка IBU по биатлону 2011/2012 гг. | Результаты выступлений на этапах Кубка IBU по биатлону 2011/2012 гг. | Результаты выступлений на этапах Кубка IBU по биатлону 2011/2012 гг. | Результаты выступлений на этапах Кубка IBU по биатлону 2011/2012 гг. | Результаты выступлений на этапах Кубка IBU по биатлону 2011/2012 гг. | Результаты выступлений на этапах Кубка IBU по биатлону 2011/2012 гг. | Результаты выступлений на этапах Кубка IBU по биатлону 2011/2012 гг. | Результаты выступлений на этапах Кубка IBU по биатлону 2011/2012 гг. |
| Этап                                                                                      | Место проведения                                                     | Индивидуальная гонка                                                 | Спринтерская гонка                                                   | Спринтерская гонка                                                   | Гонка преследования                                                  | Эстафета 4 х 7,5 км                                                  | Смешанная эстафета                                                   |                                                                      |
| ----------------------------------------------------------------------------------------- | -------------------------------------------------------------------- | -------------------------------------------------------------------- | -------------------------------------------------------------------- | -------------------------------------------------------------------- | -------------------------------------------------------------------- | -------------------------------------------------------------------- | -------------------------------------------------------------------- | -------------------------------------------------------------------- |
| 1                                                                                         | Эстерсунд                                                            | -                                                                    | 39                                                                   | 31                                                                   | -                                                                    | -                                                                    | -                                                                    |                                                                      |
| 2                                                                                         | Валь-Риданна                                                         | •                                                                    | -                                                                    | 30                                                                   | -                                                                    | -                                                                    | -                                                                    |                                                                      |
| 3                                                                                         | Обертиллиах                                                          | -                                                                    | -                                                                    | •                                                                    | •                                                                    | -                                                                    | •                                                                    |                                                                      |
| 4                                                                                         | Форни-Авольтри                                                       | •                                                                    | -                                                                    | •                                                                    | -                                                                    | -                                                                    | -                                                                    |                                                                      |
| 5                                                                                         | От-Морьенн                                                           | -                                                                    | -                                                                    | •                                                                    | •                                                                    | •                                                                    | -                                                                    |                                                                      |
| 6                                                                                         | Канмор                                                               | -                                                                    | •                                                                    | •                                                                    | -                                                                    | -                                                                    | -                                                                    |                                                                      |
| 7                                                                                         | Канмор                                                               | •                                                                    | -                                                                    | •                                                                    | -                                                                    | -                                                                    | -                                                                    |                                                                      |
| ЧЕ                                                                                        | Брезно-Осрблье                                                       | •                                                                    | -                                                                    | •                                                                    | •                                                                    | •                                                                    | -                                                                    |                                                                      |
| 8                                                                                         | Альтенберг                                                           | -                                                                    | -                                                                    | •                                                                    | •                                                                    | •                                                                    | -                                                                    |                                                                      |
| Примечания: «—» — гонка не проводилась; «DNS» — не стартовал; «•» — не участвовал в гонке |                                                                      |                                                                      |                                                                      |                                                                      |                                                                      |                                                                      |                                                                      |                                                                      |

В сезоне 2011/12 Алексей перешёл в биатлон. Свою первую международную гонку сезона 2011—2012 провёл в Эстерсунде (Идре) на этапе Кубке IBU. 9 февраля 2012 года выиграл спринтерскую гонку на тестовых соревнованиях в Красной Поляне (Сочи). 30 марта 2012 года занял 3 место на Чемпионате России по биатлону в Увате в марафоне на 40 км, 8 апреля занял 3 место в мужской эстафете в составе команды Москва-1 (Прокунин Андрей, Бочарников Сергей, Слепов Алексей, Лапшин Тимофей).

### Сезон 2012/2013

#### Кубок IBU
| Результаты выступлений на этапах Кубка IBU по биатлону 2012/2013 гг.                      | Результаты выступлений на этапах Кубка IBU по биатлону 2012/2013 гг. | Результаты выступлений на этапах Кубка IBU по биатлону 2012/2013 гг. | Результаты выступлений на этапах Кубка IBU по биатлону 2012/2013 гг. | Результаты выступлений на этапах Кубка IBU по биатлону 2012/2013 гг. | Результаты выступлений на этапах Кубка IBU по биатлону 2012/2013 гг. | Результаты выступлений на этапах Кубка IBU по биатлону 2012/2013 гг. | Результаты выступлений на этапах Кубка IBU по биатлону 2012/2013 гг. |
| Этап                                                                                      | Место проведения                                                     | Индивидуальная гонка                                                 | Спринтерская гонка                                                   | Спринтерская гонка                                                   | Гонка преследования                                                  | Эстафета 4 х 7,5 км                                                  | Смешанная эстафета                                                   |
| ----------------------------------------------------------------------------------------- | -------------------------------------------------------------------- | -------------------------------------------------------------------- | -------------------------------------------------------------------- | -------------------------------------------------------------------- | -------------------------------------------------------------------- | -------------------------------------------------------------------- | -------------------------------------------------------------------- |
| 1                                                                                         | Идре                                                                 | -                                                                    | 39                                                                   | 31                                                                   | -                                                                    | -                                                                    | -                                                                    |
| 2                                                                                         | Бейтостолен                                                          | •                                                                    | -                                                                    | 2                                                                    | -                                                                    | -                                                                    | -                                                                    |
| 3                                                                                         | Валь Риданна                                                         | -                                                                    | -                                                                    | 12                                                                   | 5                                                                    | -                                                                    | •                                                                    |
| 4                                                                                         | Отепя                                                                | 37                                                                   | -                                                                    | 24                                                                   | -                                                                    | -                                                                    | -                                                                    |
| 5                                                                                         | Остров (город)                                                       | -                                                                    | -                                                                    | 1                                                                    | 1                                                                    | -                                                                    | •                                                                    |
| 6                                                                                         | Мартелло                                                             | -                                                                    | -                                                                    | •                                                                    | •                                                                    | -                                                                    | -                                                                    |
| 7                                                                                         | Осрблье                                                              | •                                                                    | -                                                                    | •                                                                    | -                                                                    | -                                                                    | -                                                                    |
| ЧЕ                                                                                        | Банско                                                               | •                                                                    | -                                                                    | •                                                                    | •                                                                    | •                                                                    | -                                                                    |
| Примечания: «—» — гонка не проводилась; «DNS» — не стартовал; «•» — не участвовал в гонке |                                                                      |                                                                      |                                                                      |                                                                      |                                                                      |                                                                      |                                                                      |

11 января 2013 года одержал первую победу на Кубке IBU в спринтерской гонке, допустив 1 промах.

### Сезон 2013/2014

#### Кубок IBU
| Результаты выступлений на этапах Кубка IBU по биатлону 2013/2014 гг.                      | Результаты выступлений на этапах Кубка IBU по биатлону 2013/2014 гг. | Результаты выступлений на этапах Кубка IBU по биатлону 2013/2014 гг. | Результаты выступлений на этапах Кубка IBU по биатлону 2013/2014 гг. | Результаты выступлений на этапах Кубка IBU по биатлону 2013/2014 гг. | Результаты выступлений на этапах Кубка IBU по биатлону 2013/2014 гг. | Результаты выступлений на этапах Кубка IBU по биатлону 2013/2014 гг. | Результаты выступлений на этапах Кубка IBU по биатлону 2013/2014 гг. |
| Этап                                                                                      | Место проведения                                                     | Индивидуальная гонка                                                 | Спринтерская гонка                                                   | Спринтерская гонка                                                   | Гонка преследования                                                  | Эстафета 4 х 7,5 км                                                  | Смешанная эстафета                                                   |
| ----------------------------------------------------------------------------------------- | -------------------------------------------------------------------- | -------------------------------------------------------------------- | -------------------------------------------------------------------- | -------------------------------------------------------------------- | -------------------------------------------------------------------- | -------------------------------------------------------------------- | -------------------------------------------------------------------- |
| 1                                                                                         | Идре                                                                 | -                                                                    | 27                                                                   | 5                                                                    | -                                                                    | -                                                                    | -                                                                    |
| 2                                                                                         | Бейтостолен                                                          | 22                                                                   | 5                                                                    | -                                                                    | -                                                                    | -                                                                    | -                                                                    |
| 3                                                                                         | Обертиллиах                                                          | -                                                                    | 2                                                                    | -                                                                    | 9                                                                    | 4                                                                    | -                                                                    |
| 4                                                                                         | Валь-Риданна                                                         | -                                                                    | 2                                                                    | 2                                                                    | -                                                                    | -                                                                    | -                                                                    |
| 5                                                                                         | Валь-Риданна                                                         | 30                                                                   | 1                                                                    | -                                                                    | -                                                                    | -                                                                    | -                                                                    |
| 6                                                                                         | Рупольдинг                                                           | -                                                                    | •                                                                    | -                                                                    | •                                                                    | -                                                                    | •                                                                    |
| 7                                                                                         | Осрблье                                                              | -                                                                    | 32                                                                   | -                                                                    | 7                                                                    | -                                                                    | -                                                                    |
| 8                                                                                         | Валь-Мартелло                                                        | -                                                                    | 11                                                                   | -                                                                    | 1                                                                    | 6                                                                    | -                                                                    |
| ЧЕ                                                                                        | Нове-Место                                                           | •                                                                    | •                                                                    | -                                                                    | •                                                                    | •                                                                    | -                                                                    |
| Примечания: «—» — гонка не проводилась; «DNS» — не стартовал; «•» — не участвовал в гонке |                                                                      |                                                                      |                                                                      |                                                                      |                                                                      |                                                                      |                                                                      |

В сезоне 2013/14 завоевал Большой хрустальный глобус завершив сезон на первом месте в общем зачёте Кубка IBU.

### Карьера в Кубке мира
18 января 2013 дебютировал в Кубке мира в спринте на этапе в Антерсельве, а 7 марта в индивидуальной гонке на этапе в Сочи впервые попал в очки, заняв 27 место. В следующей, спринтерской, гонке Слепов занял уже 9-е место.
9-е место оставалось лучшим достижением Слепова почти 3 года, до спринтерской гонки в Поклюке 17 декабря 2015, где он, отстрелявшись на огневых рубежах без промахов, пришёл на финиш на 4 месте.
| 2018/2019 Итоги | 2018/2019 Итоги | Поклюка | Поклюка | Поклюка | Поклюка | Поклюка | Хохфильцен | Хохфильцен | Хохфильцен | Нове-Место | Нове-Место | Нове-Место | Оберхоф | Оберхоф | Оберхоф | Рупольдинг | Рупольдинг | Рупольдинг | Антхольц | Антхольц | Антхольц | Канмор | Канмор | Солт-Лейк-Сити | Солт-Лейк-Сити | Солт-Лейк-Сити | Солт-Лейк-Сити | ЧМ Эстерсунд | ЧМ Эстерсунд | ЧМ Эстерсунд | ЧМ Эстерсунд | ЧМ Эстерсунд | ЧМ Эстерсунд | ЧМ Эстерсунд | Холменколлен | Холменколлен | Холменколлен |
| Очков           | Место           | Сусм    | См      | Инд     | Спр     | Пр      | Спр        | Пр         | Эст        | Спр        | Пр         | МС         | Спр     | Пр      | Эст     | Спр        | Эст        | МС         | Спр      | Пр       | МС       | Инд    | Эст    | Спр            | Пр             | Сусм           | См             | См           | Спр          | Пр           | Инд          | Сусм         | МС           | Эст          | Спр          | Пр           | МС           |
| 0               | 0               | —       | —       | 84      | 76      | —       | 58         | 49         | —          | —          | —          | —          | —       | —       | —       | —          | —          | —          | —        | —        | —        | —      | —      | —              | —              | —              | —              | —            | —            | —            | —            | —            | —            | —            | —            | —            | —            |

| 2015/2016 Итоги | 2015/2016 Итоги | Эстерсунд | Эстерсунд | Эстерсунд | Эстерсунд | Эстерсунд | Хохфильцен | Хохфильцен | Хохфильцен | Поклюка | Поклюка | Поклюка | Рупольдинг | Рупольдинг | Рупольдинг | Рупольдинг | Рупольдинг | Рупольдинг | Антхольц | Антхольц | Антхольц | Канмор | Канмор | Канмор | Канмор | Преск-Айл | Преск-Айл | Преск-Айл | ЧМ Холменколлен | ЧМ Холменколлен | ЧМ Холменколлен | ЧМ Холменколлен | ЧМ Холменколлен | ЧМ Холменколлен | Ханты-Мансийск | Ханты-Мансийск |
| Очков           | Место           | Сусм      | См        | Инд       | Спр       | Пр        | Спр        | Пр         | Эст        | Спр     | Пр      | МС      | Спр        | Пр         | МС         | Инд        | Эст        | МС         | Спр      | Пр       | Эст      | Спр    | МС     | Сусм   | См     | Спр       | Пр        | Эст       | См              | Спр             | Пр              | Инд             | Эст             | МС              | Спр            | Пр             |
| 251             | 32              | —         | —         | —         | 18        | 13        | 38         | 29         | —          | 4       | 25      | 15      | 56         | 51         | 30         | —          | —          | —          | 14       | 20       | —        | 46     | 22     | —      | 8      | —         | —         | —         | —               | —               | —               | —               | —               | —               | 23             | 27             |

| 2014/2015 Итоги | 2014/2015 Итоги | Эстерсунд | Эстерсунд | Эстерсунд | Эстерсунд | Хохфильцен | Хохфильцен | Хохфильцен | Поклюка | Поклюка | Поклюка | Оберхоф | Оберхоф | Оберхоф | Рупольдинг | Рупольдинг | Рупольдинг | Антхольц | Антхольц | Антхольц | Нове-Место | Нове-Место | Нове-Место | Нове-Место | Холменколлен | Холменколлен | Холменколлен | ЧМ Контиолахти | ЧМ Контиолахти | ЧМ Контиолахти | ЧМ Контиолахти | ЧМ Контиолахти | ЧМ Контиолахти | Ханты-Мансийск | Ханты-Мансийск | Ханты-Мансийск |
| Очков           | Место           | См        | Инд       | Спр       | Пр        | Спр        | Эст        | Пр         | Спр     | Пр      | МС      | Эст     | Спр     | МС      | Эст        | Спр        | МС         | Спр      | Пр       | Эст      | Сусм       | См         | Спр        | Пр         | Инд          | Спр          | Эст          | См             | Спр            | Пр             | Инд            | Эст            | МС             | Спр            | Пр             | МС             |
| 36              | 70              | —         | —         | —         | —         | —          | —          | —          | —       | —       | —       | —       | —       | —       | —          | —          | —          | —        | —        | —        | —          | —          | 53         | 36         | —            | 23           | —            | —              | —              | —              | —              | —              | —              | 44             | 28             | —              |

| 2013/2014 Итоги | 2013/2014 Итоги | Эстерсунд | Эстерсунд | Эстерсунд | Эстерсунд | Хохфильцен | Хохфильцен | Хохфильцен | Анси | Анси | Анси | Оберхоф | Оберхоф | Оберхоф | Рупольдинг | Рупольдинг | Рупольдинг | Антхольц | Антхольц | Антхольц | Зимние Олимпийские Игры | Зимние Олимпийские Игры | Зимние Олимпийские Игры | Зимние Олимпийские Игры | Зимние Олимпийские Игры | Зимние Олимпийские Игры | Поклюка | Поклюка | Поклюка | Контиолахти | Контиолахти | Контиолахти | Холменколлен | Холменколлен | Холменколлен |
| Очков           | Место           | См        | Инд       | Спр       | Пр        | Спр        | Эст        | Пр         | Эст  | Спр  | Пр   | Спр     | Пр      | МС      | Эст        | Инд        | Пр         | Спр      | Пр       | Эст      | См                      | Спр                     | Пр                      | Инд                     | Эст                     | МС                      | Спр     | Пр      | МС      | Спр         | Спр         | Пр          | Спр          | Пр           | МС           |
| 33              | 72              | —         | —         | —         | —         | —          | —          | —          | —    | —    | —    | —       | —       | —       | —          | —          | —          | 40       | 35       | 8        | —                       | —                       | —                       | —                       | —                       | —                       | —       | —       | —       | —           | —           | —           | 22           | 34           | —            |

| 2012/2013 Итоги | 2012/2013 Итоги | Эстерсунд | Эстерсунд | Эстерсунд | Эстерсунд | Хохфильцен | Хохфильцен | Хохфильцен | Поклюка | Поклюка | Поклюка | Оберхоф | Оберхоф | Оберхоф | Рупольдинг | Рупольдинг | Рупольдинг | Антхольц | Антхольц | Антхольц | ЧМ Нове-Место | ЧМ Нове-Место | ЧМ Нове-Место | ЧМ Нове-Место | ЧМ Нове-Место | ЧМ Нове-Место | Холменколлен | Холменколлен | Холменколлен | Сочи | Сочи | Сочи | Ханты-Мансийск | Ханты-Мансийск | Ханты-Мансийск |
| Очков           | Место           | См        | Инд       | Спр       | Пр        | Спр        | Пр         | Эст        | Спр     | Пр      | МС      | Эст     | Спр     | Пр      | Эст        | Спр        | МС         | Спр      | Пр       | Эст      | См            | Спр           | Пр            | Инд           | Эст           | МС            | Спр          | Пр           | МС           | Инд  | Спр  | Эст  | Спр            | Пр             | МС             |
| 99              | 55              | —         | —         | —         | —         | —          | —          | —          | —       | —       | —       | —       | —       | —       | —          | —          | —          | 73       | —        | —        | —             | —             | —             | —             | —             | —             | —            | —            | —            | 27   | 9    | —    | 15             | 36             | 19             |